# Дейч, Александр Николаевич
Алекса́ндр Никола́евич Дейч (19 [31] декабря 1899, Бессарабская губерния — 22 ноября 1986) — советский астроном, ученик С. К. Костинского.

## Биография
Родился в городке Рени Измаильского уезда на левом берегу Дуная в южной Бессарабии (ныне — Одесская область Украины). Отец будущего астронома, призванный на воинскую службу в 30-й пехотный Полтавский полк из Саратовской губернии, Николай Осипович Дейч (из поволжских немцев), вскоре поступил в военную интендантскую академию, затем продолжил службу в Рязани и Саратове. Мать А. Н. Дейча, Лукреция Анастасовна Димитриади (греческо-румынского происхождения), была дочерью ренийского купца и городского главы Анастаса Ивановича Димитриади. В раннем детстве, до отъезда отца в интендантское училище, Александр Дейч жил в доме своего деда по материнской линии, где также рос его двоюродный брат — будущий историк-антиковед Аристид Иванович Доватур. В 1918 году Николай Осипович Дейч перешёл на службу в Красную армию.
Александр Дейч в 1924 году окончил Ленинградский университет и до конца жизни работал в Пулковской обсерватории. В 1936 году он возглавил группу по фотографической астрометрии в астрофизическом отделе обсерватории. С сентября 1941 по февраль 1942 года исполнял обязанности директора обсерватории. Его усилиями были спасены многие инструменты, книги фонда библиотеки и материалы стеклотеки обсерватории. В 1945 году он был назначен заведующим отдела фотографической астрометрии и звёздной астрономии, который возглавлял до 1973 года.
С 1937 года преподавал в Ленинградском университете, был профессором.

## Научная деятельность
Основные научные работы относятся к фотографической астрометрии и звёздной астрономии. Внёс большой вклад в получение наблюдательного материала по фотографической астрометрии. Определил собственные движения 18 000 звёзд в избранных площадках Каптейна. Открыл два невидимых спутника двойной звезды 61 Лебедя с периодами 6 и 12 лет. Большой вклад внёс в претворение идеи Б. П. Герасимовича и Н. И. Днепровского об определении абсолютных собственных движений с привязкой к галактикам. Его программа, изложенная в докладе на VIII съезде МАС в Риме, была принята в качестве международной и выполнялась на многих обсерваториях мира. Участвовал в экспедициях по наблюдению полных солнечных затмений (1927, 1936, 1945) и в двух экспедициях по определению долгот Свердловска, Тбилиси (1930) и Архангельска (1932).
Им был открыт 5 июля 1929 года астероид 1148 Rarahu.
Президент Комиссии № 24 «Фотографическая астрометрия» Международного астрономического союза (1961—1966).
Малая планета 1792 Reni, открытая Л. И. Черных 24 января 1968 года в Крымской астрофизической обсерватории, была названа так по просьбе Дейча в честь места его рождения.

### Научные труды
Автор более 120 научных трудов; был одним из авторов «Пулковского курса звёздной астрономии».
- Собственные движения 3188 звёзд в пяти специальных площадях Каптейна / А. Н. Дейч и В. В. Лавдовский // Известия ГАО. — № 141. — 1947.
- Каталог 1508 внегалактических туманностей в 157 площадках неба зоны от +90° до —5° склонения, избранных для определения собственных движений звёзд / А. Н. Дейч, В. В. Лавдовский, Н. В. Фатчихин // Известия ГАО. — № 154. — 1955.